# 高若拙
高若拙（?—?），字智叔，小名千壽，小字椿鄉。沔州略陽人。
寶祐四年四甲進士。曾在荊南文獻王高從誨擔任幕客。善詩，嘗作〈中秋不見月〉：“人間雖不見，天外自分明。”，從誨吟罷，告訴賓佐說：“此詩雖好，不利于己，將來但恐喪明。”後來果如其言。有《後史補》三卷。《全唐詩》錄有其詩。